# American Athletic Conference (pallavolo)
L'American Conference, conosciuta prima della stagione 2025 come American Athletic Conference, è una delle 32 conference di pallavolo femminile affiliate alla NCAA Division I, la squadra vincitrice accede di diritto al torneo NCAA.
Il 21 luglio 2025, la conferenza annunciò di aver rimosso la parola "Athletic" dal suo nome, diventando semplicemente American Conference.

## Membri

| Squadra            | Sede        | Stato             | Fondazione | Soprannome       | Affiliazione |
| ------------------ | ----------- | ----------------- | ---------- | ---------------- | ------------ |
| Alabama Birmingham | Birmingham  | Alabama           | 1978       | Blazers          | 2023         |
| East Carolina      | Greenville  | Carolina del Nord | 1977       | Pirates          | 2014         |
| Florida Atlantic   | Boca Raton  | Florida           | 1987       | Owls             | 2023         |
| Memphis            | Memphis     | Tennessee         | 1971       | Tigers           | 2013         |
| UNC Charlotte      | Charlotte   | Carolina del Nord | 1974       | 49ers            | 2023         |
| North Texas        | Denton      | Texas             | 1976       | Mean Green       | 2023         |
| Rice               | Houston     | Texas             | 1974       | Owls             | 2023         |
| South Florida      | Tampa       | Florida           | 1972       | Bulls            | 2013         |
| Temple             | Filadelfia  | Pennsylvania      | 1975       | Owls             | 2013         |
| Texas San Antonio  | San Antonio | Texas             | 1983       | Roadrunners      | 2023         |
| Tulane             | New Orleans | Louisiana         | 1975       | Green Wave       | 2014         |
| Tulsa              | Tulsa       | Oklahoma          | 1976       | Golden Hurricane | 2014         |
| Wichita State      | Wichita     | Kansas            | 1974       | Shockers         | 2017         |

### Ex membri
| Squadra            | Ingresso | Uscita |
| ------------------ | -------- | ------ |
| Louisville         | 2013     | 2013   |
| Rutgers            | 2013     | 2013   |
| Connecticut        | 2013     | 2020   |
| Central Florida    | 2013     | 2022   |
| Cincinnati         | 2013     | 2022   |
| Houston            | 2013     | 2022   |
| Southern Methodist | 2013     | 2023   |

## Arene
| Squadra            | Arena                             | Capacità |
| ------------------ | --------------------------------- | -------- |
| Alabama Birmingham | Bartow Arena                      | 8 508    |
| East Carolina      | Williams Arena at Minges Coliseum | 8 000    |
| Florida Atlantic   | Eleanor R. Baldwin Arena          | 2 900    |
| Memphis            | Elma Roane Fieldhouse             | 2 565    |
| UNC Charlotte      | Dale F. Halton Arena              | 9 105    |
| North Texas        | North Texas Volleyball Center     | 600      |
| Rice               | Tudor Fieldhouse                  | 5 208    |
| South Florida      | The Corral                        | 1 000    |
| Temple             | McGonigle Hall                    | 3 900    |
| Texas San Antonio  | Convocation Center                | 4 080    |
| Tulane             | Devlin Fieldhouse                 | 4 100    |
| Tulsa              | Donald W. Reynolds Center         | 8 355    |
| Wichita State      | Charles Koch Arena                | 10 400   |

## Albo d'oro
| Dal 2013 al 2024 la competizione è denominata American Athletic Conference |                         |                           |                               |
| 2013 Dettagli                                                              | Louisville              | Southern Methodist        | Central Florida               |
| 2014 Dettagli                                                              | Central Florida         | Southern Methodist Temple | -                             |
| 2015 Dettagli                                                              | Southern Methodist      | Temple                    | Cincinnati                    |
| 2016 Dettagli                                                              | Southern Methodist      | Cincinnati                | Temple                        |
| 2017 Dettagli                                                              | Wichita State           | Temple Southern Methodist | -                             |
| 2018 Dettagli                                                              | Central Florida         | Cincinnati                | Tulane                        |
| 2019 Dettagli                                                              | Central Florida         | Cincinnati                | -                             |
| 2020 Dettagli                                                              | Central Florida         | Temple                    | -                             |
| 2021 Dettagli                                                              | Central Florida         | Houston                   | Cincinnati Southern Methodist |
| 2022 Dettagli                                                              | Central Florida Houston | -                         | Southern Methodist            |
| 2023 Dettagli                                                              | Southern Methodist      | Wichita State             | South Florida                 |
| 2024 Dettagli                                                              | Wichita State           | Florida Atlantic          | -                             |
| Dal 2025 la competizione è denominata American Conference                  |                         |                           |                               |
| 2025 Dettagli                                                              |                         |                           | -                             |

## Palmarès
| Squadre            | Titoli | Stagioni                           |
| ------------------ | ------ | ---------------------------------- |
| Central Florida    | 6      | 2014, 2018, 2019, 2020, 2021, 2022 |
| Southern Methodist | 3      | 2015, 2016, 2023                   |
| Wichita State      | 2      | 2017, 2024                         |
| Louisville         | 1      | 2012                               |
| Houston            | 1      | 2022                               |